# Archaeopteryx
Archaeopteryx je najpoznatiji rod pticolikih dinosaura. Naziv joj dolazi od starogrčke riječi ἀρχαῖος (archaios) što znači drevna i πτέρυξ (pteryx) što znači pero ili krilo. 
Živjela je u razdoblju kasne jure, prije oko 150-145 milijuna godina, kada je Njemačka bila veliko otočje u plitkom tropskom moru, te se nalazila bliže ekvatoru. 
Bila je sličnog oblika i veličine kao svraka. Bila je duga oko 30 cm, a teška 300-500 grama. Imala je raspon krila od 50 cm. Kljun joj je bio dug.

## Paleobiologija

### Perje
Primjerci Archaeopteryxa su očit dokaz da je ova ptica imala dobro razvijeno letno perje. Bilo je izrazito asimetrično i imalo je strukturu kao i letno perje modernih ptica. Repno perje bilo je manje asimetrično, također u skladu sa suvremenim pticama. Palac, međutim, nema pokretne rese na perju.
Perje na tijelu manje dobro je dokumentirano i samo je pravilno istražen berlinski primjerak. Na berlinskom primjerku postoje "hlače" na dobro razvijenom perju nogu; neka od tih pera imaju osnovne obrisne strukture perja, ali malo je rastavljenije, ali je u nekim dijelovima perje čvrsto i može podržavati let.
Postojao je sloj konturnog perja koje prolazi uzduž leđa i slično je onom konturnom perju tijela modernih ptica, bivajući simetrično i čvrsto, ali ne kruto kao perje povezano s letom.

## Fosili
Dosad je nađeno deset fosilnih uzoraka Archaeopteryxa i jedno pero. Prvo je 1860. u blizini Solnhofena (Njemačka) nađeno pero ove ptice, a opisao ga je godinu kasnije njemački znanstvenik Christian Erich Hermann von Meyer. Svi ostali ostaci arheopteriksa su pronađeni također u blizini Solnhofena. Prvi kostur je nađen 1861. 

## Sličnost s dinosaurima i suvremenim pticama
Smatra se da je Archaeopteryx prijelazni oblik između ptica i dinosaura, te ima veliku ulogu u proučavanju podrijetla ptica i dinosaura. Kao i dinosauri, imao je mnogo zašiljenih zubi u čeljustima, rep dug oko 30 cm s 20-23 kralježaka i kandže na prednjim nogama. Neki fosili pokazuju da je imala i stopala poput njih. Međutim, imala je i osobine današnjih ptica kao što su perje, tanke kosti prednjih nogu i krila. Iako je imala krila, njene letačke sposobnosti nisu dosad dokazane, iako neka istraživanja pokazuju da je imala sve fizičke i moždane predispozicije za letenje. 

## U popularnoj kulturi
Najpoznatija je rana ptica, pa je time dobila dosta pozornosti. Njezin prepoznatljiv izgled i veliko zanimanje javnosti učinli su je obilježjem svjetske popularne kulture. 
Glavni asterodni pojas otkriven 1991., 9860 Archaeopteryx, dobiva ime u čast ovog roda.
Jedno od "najčudnijih" Archaeopteryxovih pojavljivanja u popularnoj kulturi je djelo Alfreda Jarryja iz 1897. Ubu cocu, ou l'Archéopteryx, koje uključuje Archaeopteryxa kao jako značajan lik.
Druga knjiga iz serije knjiga za djecu Time Machine, Search for Dinosaurs, vraća čitača u razdoblje mezozoika, da nađe i fotografira Archaeopteryxa.